# If I Rise
"If I Rise" là một bài hát được trình bày bởi A. R. Rahman và Dido. Bài hát này được sáng tác bởi A. R. Rahman, với phần lời được viết bởi Dido và Rollo Armstrong. Ca khúc được sử dụng làm nhạc chính trong bộ phim của Danny Boyle mang tên 127 Hours.
Ca khúc giành chiến thắng trong hàng loạt các giải thưởng, trong đó có Broadcast Film Critics Association Award và  Denver Film Critics Society Award. Nó còn được đề cử cho giải "Ca khúc trong phim hay nhất" tại giải Oscar và World Soundtrack Awards.

## Bối cảnh sản xuất
Ca khúc được sử dụng trong phần cao trào của bộ phim. Phần điệp khúc của bài hát được thực hiện bởi The Gleehive Children's Choir, Mumbai. Dàn hợp ca bao gồm Jervis Dias, Kristen Fernandes, Alisha Pais, Jessica Dmello, Sherize Alveyn, Evania Cerejo, Jememia Fernandes, và Aidan D'silva. Phần này được thu âm tại Octavious Studio, Bandra, Mumbai. Ca khúc được đề cử tại giải Oscar cho hạng mục Ca khúc trong phim hay nhất.

## Video âm nhạc
Sau khi cho ra mắt video đầu tiên với những cảnh cao trào được trích từ bộ phim, thì một video chính thức được thực hiện giữa Dido và A. R. Rahman tiếp tục được phát hành tháng 2 năm 2011. Dido có xác nhận trên trang mạng chính thức của mình việc cô và Rahman thực hiện quay video cho ca khúc. Video được công chiếu trên trang mạng của Wall Street Journal vào ngày 12 tháng 2. Trong đó có cảnh A. R. Rahman chơi harpejji, là nhạc cụ được sử dụng chính trong bài hát, và Dido hát cùng Rahman trong bài hát. Một số cảnh trong bộ phim, phần lớn là cảnh của James Franco, cũng được sử dụng trong video.

## Trình diễn trực tiếp
Florence Welch đã trình diễn ca khúc này thay cho Dido tại giải Oscar lần thứ 83, vì cô đang mang thai. Đây cũng là lần đầu Florence cùng A. R. Rahman trình diễn ca khúc này.

## Các giải thưởng
| Giải thưởng                                                            | Kết quả   |
| ---------------------------------------------------------------------- | --------- |
| Giải Oscar cho ca khúc trong phim hay nhất                             | Đề cử     |
| Broadcast Film Critics Association Award cho Ca khúc xuất sắc nhất     | Đoạt giải |
| Denver Film Critics Society Award cho Ca khúc xuất sắc nhất            | Đoạt giải |
| Houston Film Critics Society Award cho Ca khúc nhạc phim xuất sắc nhất | Đề cử     |
| Las Vegas Film Critics Society Award cho Ca khúc xuất sắc nhất         | Đề cử     |
| Satellite Award cho Ca khúc nhạc phim xuất sắc nhất                    | Đề cử     |
| World Soundtrack Award cho Ca khúc nhạc phim xuất sắc nhất             | Đề cử     |

Ca khúc được đề cử cho giải Oscar trong hạng mục "Ca khúc trong phim hay nhất". Sau cùng, bài hát phải chào thua trước "We Belong Together" của Randy Newman, trích từ Toy Story 3. Quyết định không trao giải thưởng cho Rahman tại giải Oscar năm đó dấy lên nhiều tranh cãi ở quê nhà Ấn Độ. Ngoài nhiều phản ứng từ dư luận, nhiều nhà phê bình cũng lên tiếng về vụ việc này. Shabana Azmi nói, "A. R. Rahman hoàn toàn xứng đáng cho giải Oscar năm nay." Konkona Sen Sharma cũng tweet đồng tình với ý kiến trên. Tuy nhiên, chính Rahmin cũng tuyên bố rằng Newman hoàn toàn xứng đáng cho giải thưởng đó.

## Phiên bản thể hiện lại
Một đĩa đơn mang tên "Hours - If I Rise (vocal) Remix" đã được ra mắt ngày 4 tháng 2 năm 2012, do Katie Campbell & Brian "Hacksaw" Williams trình bày, với độ dài 3:03.